# 圣保罗-索尔布里托
圣保罗-索尔布里托（義大利語：San Paolo Solbrito），是意大利阿斯蒂省的一个市镇。总面积11.93平方公里，人口1208人，人口密度101.3人/平方公里（2009年）。ISTAT代码为005101。